# Wrestle Kingdom 15
Wrestle Kingdom 15 in Tokyo Dome est un pay-per-view (PPV) de catch professionnel produit par la New Japan Pro-Wrestling (NJPW). L'événement s'est déroulé sur deux nuits, le 4 et 5 janvier 2020 au Tokyo Dome à Tokyo au Japon. C'est le 30e événement de la chronologie des Tokyo Dome et le 15e de la chronologie des Wrestle Kingdom.

## Production
| Role:                     | Nom:                   |
| ------------------------- | ---------------------- |
| Commentateurs anglophones | Kevin Kelly            |
| Commentateurs anglophones | Chris Charlton         |
| Commentateurs anglophones | Rocky Romero           |
| Commentateurs japonais    | Shinpei Nogami         |
| Commentateurs japonais    | Milano Collection A.T. |
| Commentateurs japonais    | Katsuhiko Kanazawa     |
| Commentateurs japonais    | Kazuyoshi Sakai        |
| Commentateurs japonais    | Togi Makabe            |
| Commentateurs japonais    | Miki Motoi             |
| Commentateurs japonais    | Jushin Thunder Liger   |
| Commentateurs japonais    | Masahiro Chono         |
| Annonceurs                | Makoto Abe             |
| Annonceurs                | Kimihiko Ozaki         |
| Arbitres                  | Kenta Sato             |
| Arbitres                  | Marty Asami            |
| Arbitres                  | Red Shoes Unno         |

### Contexte
L'événement de la NJPWdu 4 janvier au Tokyo Dome est le plus gros événement annuel de la NJPW et fut surnommé "le plus gros événement de catch professionnel en dehors des USA" et "l'équivalent japonais du Super Bowl",. Cet événement est promu sous le nom de Wrestle Kingdom depuis 2007.
NJPW annonça Wrestle Kingdom 15 pour les 4 et 5 janvier 2021 le 18 octobre 2020 lors de la finale du G1 Climax 30. C'est la deuxième fois que Wrestle Kingdom se déroulera sur deux nuits.
En raison de la pandémie mondiale de COVID-19, Wrestle Kingdom 15 n'accueillit que 20 000 personnes sur deux nuits. Le 29 décembre, la NJPW stoppe sa vente de tickets en raisons des restrictions sanitaires à Tokyo.
Le 20 décembre, la promotion World Wonder Ring Stardom annonça qu'elle présentera un match lors de la deuxième nuit.

### Matches
Le 18 octobre 2020, Kota Ibushi remporte le G1 Climax 30 en battant SANADA en finale, il obtient une mallette contenant un certificat lui donnant droit à un match pour les IWGP Heavyweight Championship et IWGP Intercontinental Championship à Wrestle Kingdom 15. Ibushi perd sa mallette contre Jay White le 7 novembre lors de Power Struggle. Le 8 novembre, Tetsuya Naito annonce qu'il défendra les titres intercontinental et poids-louds IWGP contre Ibushi lors de la première nuit de Wrestle Kingdom et contre White lors de la deuxième nuit.
Le 16 octobre 2020, Will Ospreay bat Kazuchika Okada lors de leur match au sein du Block A du G1 Climax à la suite d'une intervention de Bea Priestley et Tomoyuki Oka performant sous le nom de Great O-Khan. Après le match, Ospreay effectua un heel turn en attaquant Okada. Lors d'une interview post-match, Ospreay dit avoir quitté Chaos et forma une nouvelle faction appelée The Empire,. Lors de Power Struggle, Okada bat Great O-Khan; après le match, Ospreay défia Okada pour un match à Wrestle Kingdom 15, Okada accepta.
Le 11 décembre, Hiromu Takahashi bat El Desperado pour remporter le Best of the Super Juniors tournament, après le match Takahashi annonça qu'il voualit affronter le gagnant de la Super J-Cup avant d'affronter l'IWGP Junior Heavyweight Champion. Le lendemain, El Phantasmo remporte la Super J-Cup by en battant ACH et accepta le défi de Takahashi. La NJPW annonça que Takahashi et El Phantasmo s'affronteront lors de la première nuit de Wrestle Kingdom 15, le gagnant affrontera Taiji Ishimori le lendemain pour l'IWGP Junior Heavyweight Championship.
Le 21 août 2020, KENTA bat David Finlay remportant le tournoi New Japan Cup USA, ce qui lui donne droit à un match pour le IWGP United States Championship. Le 22 décembre lors de Road to Tokyo Dome, Juice Robinson défi KENTA pour un match à Wrestle Kingdom 15 pour son certificat lui permettant d'affronter le champion IWGP US. Cependant, Robinson se blessa à l'os orbital et la NJPW annonça Satoshi Kojima comme remplaçant.

## Résultats

### Première nuit
| Ordre par numéros | Résultat | Stipulation(s)                                                                                 | Temps |
| --- | --- | ---------------------------------------------------------------------------------------------- | ----- |
| 1P | Chase Owens, Bad Luck Fale, Bushi et Toru Yano avancent jusqu'au four way match                                                   | 21-Man New Japan Rambo pour déterminer qui s'affonteront pour le KOPW 2021 Trophy le lendemain | 34:40 |
| 2 | Hiromu Takahashi bat El Phantasmo                                                                                                 | Match simple déterminant le premier aspirant au IWGP Junior Heavyweight Championship           | 17:46 |
| 3 | Guerrillas of Destiny (Tama Tonga et Tanga Loa) (avec Jado) battent Dangerous Tekkers (Taichi et Zack Sabre Jr.) (c) (avec Douki) | Tag Team match pour les IWGP Tag Team Championship                                             | 19:18 |
| 4 | KENTA (c) bat Satoshi Kojima (avec Hiroyoshi Tenzan)                                                                              | Match simple pour l'IWGP United States Championship challenge rights certificate               | 14:12 |
| 5 | Hiroshi Tanahashi bat Great-O-Khan                                                                                                | Match simple                                                                                   | 17:13 |
| 6 | Kazuchika Okada bat Will Ospreay (avec Bea Priestley)                                                                             | Match simple                                                                                   | 35:41 |
| 7 | Kōta Ibushi bat Tetsuya Naitō (c)                                                                                                 | Match simple pour le IWGP Heavyweight Championship et le IWGP Intercontinental Championship    | 31:18 |
| La lettre C placée entre parenthèses désigne la personne ou l’équipe championne en titre. P – indique que le match a eu lieu lors du pré-show | |                                                                                                |       |

1. ^ Autres compétiteurs par ordre d'élimination: Minoru Suzuki, Yuji Nagata, Toa Henare, Hirooki Goto, Yoshi-Hashi, Togi Makabe, Douki, Yujiro Takahashi, Tomohiro Ishii, Tomoaki Honma, Hiroyoshi Tenzan, Rocky Romero, Sho, Tiger Mask, Gabriel Kidd, Yota Tsuji, et Yuya Uemura

### Deuxième nuit
| Ordre par numéros | Résultat | Stipulation(s)                                                                              | Temps |
| --- | --- | ------------------------------------------------------------------------------------------- | ----- |
| 1P | Queen's Quest (Saya Kamitani, AZM et Utami Hayashishita) battent Donna Del Mondo (Maika, Natsupoi et Himeka)                  | Six-woman tag team match C'était un match d'exibition de la Stardom                         | 9:48  |
| 2P | Donna Del Mondo (Syuri et Giulia) battent Mayu Iwatani et Tam Nakano                                                          | Tag Team match C'était un match d'exibition de la Stardom                                   | 12:49 |
| 3 | Toru Yano bat Chase Owens, Bad Luck Fale et Bushi                                                                             | Four way match pour le KOPW 2021 Trophy                                                     | 7:34  |
| 4 | Suzuki-gun (El Desperado et Yoshinobu Kanemaru) (c) bat One or Eight (Ryusuke Taguchi et Master Wato) (avec Hiroyoshi Tenzan) | Tag Team match pour les IWGP Junior Heavyweight Tag Team Championship                       | 13:20 |
| 5 | Shingo Takagi (c) bat Jeff Cobb                                                                                               | Match simple pour le NEVER Openweight Championship                                          | 21:11 |
| 6 | SANADA bat EVIL (avec Dick Togo)                                                                                              | Match simple                                                                                | 23:40 |
| 7 | Hiromu Takahashi bat Taiji Ishimori (c)                                                                                       | Match simple pour l'IWGP Junior Heavyweight Championship                                    | 25:31 |
| 8 | Kōta Ibushi (c) bat Jay White (avec Gedo)                                                                                     | Match simple pour le IWGP Heavyweight Championship et le IWGP Intercontinental Championship | 48:05 |
| La lettre C placée entre parenthèses désigne la personne ou l’équipe championne en titre. P – indique que le match a eu lieu lors du pré-show | |                                                                                             |       |